# Consejo Supremo Musulmán

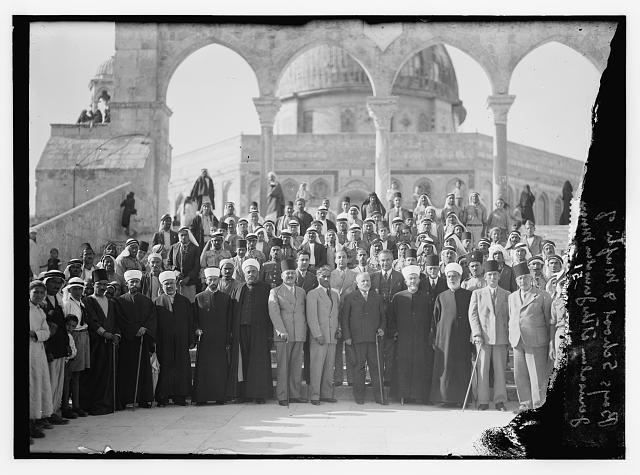
Consejo supremo Musulmán

El Consejo Supremo Musulmán (en árabe المجلس الإسلامي الاعلى, al-Majlis al-Islāmī al-Aʿlā) era el organismo más alto a cargo de la comunidad musulmana en el Mandato británico de Palestina. Se encargaba de los bienes waqf y de la correcta aplicación de la sharia.

## Historia

### Durante el mandato británico
El Consejo Supremo Musulmán fue creado por los británicos en 1922 para contrarrestar el movimiento sionista. Amin al-Husayni, el Gran Muftí de Jerusalén fue elegido Presidente del CSM con 40 votos de 47, un cargo que ocupó hasta 1937. Los otros miembros del Consejo fueron: Muhammad Effendi Murad, 'Abd al-Latif Bey Salah, Sa'id al-Shawa and 'Abd al-Latif al-Dajani.
Las siguientes elecciones tuvieron lugar en 1926, 1929 y 1930, ya que la elección de 1926 fue anulada por Corte Suprema de Justicia y sus miembros elegidos por el gobierno del Mandato.
El Alto Comité Árabe se creó el 25 de abril de 1936, después del comienzo de la revuelta árabe de Palestina de 1936-1939. Amin al-Husayni era el presidente, y muchos miembros del CSM participaron en el ACA, incluyendo a Jamal al-Husayni y Yaqub al-Ghusayn. Las autoridades británicas prohibieron el ACA el 1 de octubre de 1937, y comenzó a arrestar a sus miembros, incluidos los que eran asimismo miembros del CSM.  Amin al-Husayni's se exilió para no ser arrestado, por lo que perdió el cargo de Presidente del Consejo Supremo Musulmán, aunque este siguió existiendo.

### Periodo post-mandato
El CSM continuó después del fin del mandato británico. Sin embargo fue disuelto cuando Jordania ocupó Jerusalén en 1948, y desmantelado por completo en 1951. Las labores que realizaba con respecto a los bienes waqf y el sistema jurídico fueron transferidos a distintos ministerios jordanos.
El CSM fue reconstituido durante la guerra de los seis días en 1967, continuando su existencia hasta nuestros días.